# Troy Terry
Troy Nathan Terry, född 10 september 1997, är en amerikansk professionell ishockeyforward som spelar för Anaheim Ducks i National Hockey League (NHL). Han har tidigare spelat för San Diego Gulls i American Hockey League (AHL); Denver Pioneers i National Collegiate Athletic Association (NCAA) samt Indiana Ice och Team USA i United States Hockey League (USHL).
Terry draftades av Anaheim Ducks i femte rundan i 2015 års draft som 148:e spelare totalt.

## Statistik
| 2011–2012   | Colorado Thunderbirds  | T1EHL       | 12  | 3  | 13 | 16  | 0  | — | — | — | — | — |
| 2012–2013   | Colorado Thunderbirds  | T1EHL       | 41  | 14 | 35 | 49  | 6  | 2 | 0 | 0 | 0 | 0 |
| 2013–2014   | Colorado Thunderbirds  | T1EHL       | 31  | 16 | 25 | 41  | 0  | — | — | — | — | — |
|             | Indiana Ice            | USHL        | 1   | 0  | 0  | 0   | 0  | — | — | — | — | — |
| 2014–2015   | Team USA               | USHL        | 25  | 6  | 8  | 14  | 4  | — | — | — | — | — |
|             | U.S. National U18 Team |             | 66  | 19 | 25 | 44  | 8  | — | — | — | — | — |
| 2015–2016   | Denver Pioneers        | NCAA        | 41  | 9  | 13 | 22  | 8  | — | — | — | — | — |
| 2016–2017   | Denver Pioneers        | NCAA        | 35  | 22 | 23 | 45  | 22 | — | — | — | — | — |
| 2017–2018   | Anaheim Ducks          | NHL         | 2   | 0  | 0  | 0   | 0  | — | — | — | — | — |
|             | Denver Pioneers        | NCAA        | 39  | 14 | 34 | 48  | 6  | — | — | — | — | — |
| 2018–2019   | Anaheim Ducks          | NHL         | 32  | 4  | 9  | 13  | 2  | — | — | — | — | — |
|             | San Diego Gulls        | AHL         | 41  | 16 | 25 | 41  | 4  | — | — | — | — | — |
| 2019–2020   | Anaheim Ducks          | NHL         | 47  | 4  | 11 | 15  | 6  | — | — | — | — | — |
|             | San Diego Gulls        | AHL         | 14  | 7  | 9  | 16  | 6  | — | — | — | — | — |
| 2020–2021   | Anaheim Ducks          | NHL         | 48  | 7  | 13 | 20  | 18 | — | — | — | — | — |
| NHL totalt  | NHL totalt             | NHL totalt  | 129 | 15 | 33 | 48  | 26 | — | — | — | — | — |
| AHL totalt  | AHL totalt             | AHL totalt  | 55  | 23 | 34 | 57  | 10 | — | — | — | — | — |
| NCAA totalt | NCAA totalt            | NCAA totalt | 115 | 45 | 70 | 115 | 36 | — | — | — | — | — |

### Internationellt
| Källa: Uppdaterad: 2018-03-28 | Källa: Uppdaterad: 2018-03-28 | Källa: Uppdaterad: 2018-03-28 |         | Utv = Utvisningsminuter | Utv = Utvisningsminuter | Utv = Utvisningsminuter | Utv = Utvisningsminuter | Utv = Utvisningsminuter |
| År                            | Lag                           | Mästerskap                    | Matcher | Mål                     | Assists                 | Poäng                   | Utv                     |                         |
| ----------------------------- | ----------------------------- | ----------------------------- | ------- | ----------------------- | ----------------------- | ----------------------- | ----------------------- | ----------------------- |
| 2014                          | USA                           | Ivan Hlinkas minnesturnering  | 5       | 4                       | 1                       | 5                       | 0                       |                         |
| 2015                          | USA                           | U18                           | 7       | 3                       | 2                       | 5                       | 0                       |                         |
| 2017                          | USA                           | JVM                           | 7       | 4                       | 3                       | 7                       | 2                       |                         |
| 2018                          | USA                           | OS                            | 5       | 0                       | 5                       | 5                       | 4                       |                         |
| Junior totalt                 | Junior totalt                 | Junior totalt                 | 19      | 11                      | 6                       | 17                      | 2                       |                         |
| Senior totalt                 | Senior totalt                 | Senior totalt                 | 5       | 0                       | 5                       | 5                       | 4                       |                         |